# Rhodostemonodaphne antioquensis
Rhodostemonodaphne antioquensis är en lagerväxtart som beskrevs av Madriñán. Rhodostemonodaphne antioquensis ingår i släktet Rhodostemonodaphne och familjen lagerväxter. Inga underarter finns listade i Catalogue of Life.